# 各務原市慈光園
各務原市慈光園（かかみがはらしじこうえん）は岐阜県各務原市那加山崎町にある老人福祉施設（養護老人ホーム）である。

## 概要
老人福祉法第15条第3項の規定に基づき設置された、市営の養護老人ホームである。家庭環境や経済的理由により、在宅で生活を続けることが困難な65歳以上の高齢者（入院治療を要しない、介護認定非該当、要支援1・2）のための施設である。
1974年（昭和49年）5月に各務原市養護老人ホーム慈光園として各務おがせ町に開設。2007年（平成19年）1月に現在地に新築移転し、各務原市慈光園に改称する。
指定管理者制度を導入しており、社会福祉法人美谷会が管理運営する。

## 施設概要
定員は54名（入所52名、緊急一時入所2名）
- 居室（27室）
- 事務室
- 医務室
- 介護職員室
- 食堂
- 静養室

## 交通アクセス

### 公共交通機関
- 各務原市ふれあいバス東西線「慈光園」バス停より徒歩すぐ